# Oppidum des Courens
L'oppidum des Courens occupe une superficie d'environ sept hectares à une altitude de 290 mètres. Il domine Beaumes-de-Venise et contrôlait le vieux chemin qui menait de Carpentras à Vaison par l'ouest des Dentelles de Montmirail. 

## Rôle de la forteresse
Orienté est-ouest, son sommet prend la forme d'une dorsale à double inflexion, sur environ cent mètres de large. Ce site était naturellement défendu par des pentes abruptes au nord, à l'est et au sud, mais plus vulnérable à l'ouest, où le terrain s'incline doucement vers l'intérieur du massif. Pour pallier cette vulnérabilité, il fut protégé par des murs en pierres sèches de ce côté-là.
L'absence d'eau devait rendre aléatoire une occupation permanente ou de longue durée. Mais il semble qu'un puits, comblé dans le milieu des années 1960, pour des raisons de sécurité, existait en amont de la chapelle Saint-Hilaire. De plus, les fouilles n'ont jamais permis de découvrir d'importants silos à grains, sauf un seul de faible capacité, sur le chemin d'accès nord. 

## Fouilles
En 1959, lors de fouilles effectuées à 150 mètres à l'est du rocher du diable, au pied d'un rempart en gros appareil (2,40 de haut x 1,80 m d'épaisseur), près d'une cabane aménagée dans l'épaisseur du mur, un squelette effrité a pu être localisé. Il avait été inhumé dans un cercueil en bois dont il ne restait que cinq clous forgés à tête aplatie de douze centimètres de long. À proximité de l'entrée de la cabane, un sarcophage en pierre a été disposé  pour servir d'abreuvoir. 
Ces sarcophages monolithiques qui couvrent une partie de l'oppidum proviennent d'une carrière située à flanc de colline à l'ouest du rocher du diable. Les archéologues ont identifié des entailles de chiffres en lettres romaines C V (105) et M C (1100) correspondant au nombre d'objets extraits de la carrière en une campagne.
Plus au sud, un sarcophage a été creusé dans le rocher. À cinq mètres à l'ouest un autre, minuscule (0,49 m x 0,23 m), a également été creusé sur place dans le calcaire.

## Datation de l'occupation
Dans cette nécropole gallo-romaine les sépultures s'échelonnent du Ve au VIIIe siècle. L'aspect rustique des sarcophages indique qu'il y avait là une population autochtone pauvre. Ses cabanes étaient édifiées en pierres sèches, argile et branchages. Elle utilisait une poterie grise typiquement celte. Les fragments de poteries trouvés sur l'oppidum vont de cette poterie grossière et indigène à de la poterie grecque, campanienne et gallo-romaine. 
Il est évident que pour ces oppida le manque d'eau et de silos de réserve ne devait pas permettre une résistance efficace au siège d'une armée. De plus, l'importance de leur population est difficile à apprécier. Il ne devait y avoir qu'une centaine d'habitants à l'oppidum du Clairier, et de trois à cinq cents sur l'oppidum des Courens.